# Cúp AFC 2021
Cúp AFC 2021 (tiếng Anh: AFC Cup 2021) là mùa giải thứ 18 của AFC Cup, giải đấu cấp câu lạc bộ (CLB) hạng hai châu Á được tổ chức bởi Liên đoàn bóng đá châu Á (AFC).
Đội vô địch năm 2019 Al-Ahed được coi là đương kim vô địch, sau khi giải đấu năm 2020 bị hủy bỏ do đại dịch COVID-19 và không có đội vô địch. Tuy nhiên, họ đã không thể bảo vệ chức vô địch khi để thua Al-Muharraq ở vòng bán kết khu vực Tây Á. Al-Muharraq sau đó cũng đánh bại Nasaf trong trận chung kết để lên ngôi vô địch, qua đó tự động lọt vào vòng loại AFC Champions League 2022.

## Phân bố đội của các hiệp hội
46 hiệp hội thành viên AFC (ngoại trừ Quần đảo Bắc Mariana trở thành thành viên đầy đủ vào tháng 12 năm 2020 và không đủ điều kiện tham dự) được xếp hạng dựa vào thành tích của các câu lạc bộ trong vòng bốn năm tại các giải đấu của AFC (thành tích tại Bảng xếp hạng FIFA không được tính). Các suất tham dự được phân bố dựa theo các tiêu chí sau:
- Các hiệp hội được chia thành năm khu vực (Điều 5.1):
  - Tây Á bao gồm 12 hiệp hội từ Liên đoàn bóng đá Tây Á (WAFF).
  - Nam Á bao gồm 7 hiệp hội từ Liên đoàn bóng đá Nam Á (SAFF).
  - Trung Á bao gồm 6 hiệp hội từ Hiệp hội bóng đá Trung Á (CAFA).
  - ASEAN bao gồm 12 hiệp hội từ Liên đoàn bóng đá ASEAN (AFF).
  - Đông Á bao gồm 9 hiệp hội từ Liên đoàn bóng đá Đông Á (EAFF).
  - AFC có thể chuyển một hoặc nhiều hiệp hội sang khu vực khác nếu cần thiết.
- Ngoại trừ năm hiệp hội có suất dự AFC Champions League có thứ hạng cao nhất, các hiệp hội còn lại đều đủ điều kiện tham dự AFC Cup.
- Các đội từ các hiệp hội xếp hạng 6, 11 và 12 nếu bị loại khỏi vòng loại AFC Champions League sẽ tham dự vòng bảng AFC Cup (Điều 3.2). Các quy tắc sau được áp dụng: 
  - Các hiệp hội xếp hạng 6 ở cả hai khu vực Tây Á và Đông Á được một suất vào vòng bảng AFC Cup mà không lấy suất của bất kỳ hiệp hội nào khác và không có thứ hạng tại bảng xếp hạng AFC Cup (Điều 5.3).[7]
  - Nếu họ tham dự vòng bảng AFC Champions League, suất dự AFC Cup của họ sẽ được thay thế bởi một đội cùng hiệp hội xếp sau nếu đội thay thế cũng đủ điều kiện (Điều 5.12).
  - Các quy tắc trên không áp dụng với đội vô địch AFC Champions League và AFC Cup lọt vào vòng loại AFC Champions League mà không đủ điều kiện tham dự thông qua vị trí tại giải quốc nội.
- Khu vực Tây Á và ASEAN có ba bảng ở vòng bảng, bao gồm 9 suất vào thẳng, với 3 suất còn lại được xác định bởi vòng loại (Điều khoản 5.2). Các suất tham dự của mỗi khu vực được phân bố như sau:
  - Các hiệp hội xếp hạng 1-3 có hai suất vào vòng bảng.
  - Các hiệp hội xếp hạng 4-6 có một suất vào vòng bảng và một suất vào vòng loại.
  - Các hiệp hội xếp hạng từ 7 trở đi có một suất vào vòng loại.
  - Khu vực có hiệp hội xếp hạng 6 tại bảng xếp hạng AFC Champions League, có một suất vào vòng bảng AFC Cup, sẽ có 10 suất vào thẳng, với 2 suất còn lại được xác định bởi vòng loại.
- Khu vực Nam Á, Trung Á và Đông Á mỗi khu vực có một bảng, bao gồm 3 suất vào thẳng, với suất còn lại được xác định bởi vòng loại (Điều khoản 5.2). Các suất tham dự của mỗi khu vực được phân bố như sau:[8]
  - Các hiệp hội xếp hạng 1-3 có một suất vào vòng bảng và một suất vào vòng loại.
  - Các hiệp hội xếp hạng từ 4 trở đi có một suất vào vòng loại.
  - Khu vực có hiệp hội xếp hạng 6 tại bảng xếp hạng AFC Champions League, có một suất vào vòng bảng AFC Cup, sẽ có 4 suất vào thẳng, và để đảm bảo cơ hội bình đẳng trong mỗi khu vực, khu vực đó sẽ có thêm một bảng đấu, với 4 suất còn lại được xác định bởi vòng loại (Điều khoản 5.4.1).
  - Nếu một khu vực có ít nhất 7 suất vào vòng loại, để đảm bảo cơ hội bình đẳng trong mỗi khu vực, khu vực đó sẽ có thêm một bảng đấu, với 5 suất còn lại được xác định bởi vòng loại (Điều khoản 5.4.2).
- Nếu một hiệp hội có suất vào thẳng không đáp ứng bất kỳ tiêu chí nào của AFC Cup, các suất vào thẳng của họ được chuyển thành suất vào vòng loại. Các suất vào thẳng được phân bố cho liên đoàn đủ điều kiện có thứ hạng cao nhất theo các tiêu chí sau (Điều khoản 5.7 và 5.8):
  - Với mỗi hiệp hội, số suất tham dự tối đa là 2 (Điều khoản 3.4 và 3.5).
  - Nếu một hiệp hội được phân bố thêm một suất vào vòng bảng, một suất vào vòng loại của họ sẽ bị hủy và không phân bố cho hiệp hội khác.
- Nếu một hiệp hội chỉ có suất vào vòng loại, kể cả những điều đã đề cập ở trên, không đáp ứng các tiêu chí tối thiểu của AFC, các suất vào vòng loại sẽ bị hủy và không phân bố cho hiệp hội khác (Điều khoản 5.10 và 5.11).
- Đối với mỗi hiệp hội, tổng số suất tối đa bằng một phần ba tổng số đội đủ điều kiện (ngoại trừ các đội nước ngoài) của giải quốc nội có thứ hạng cao nhất (Điều khoản 5.6). Nếu quy tắc này được áp dụng, các suất vào thẳng bị bỏ được phân phối lại theo các tiêu chí tương tự như đã đề cập ở trên, và các suất vào vòng loại của họ sẽ bị hủy và không phân bố cho hiệp hội khác (Điều khoản 9.10).
- Tất cả các đội tham dự phải được cấp phép dự AFC Champions League và AFC Cup, và ngoài những đội vô địch cúp quốc gia, kết thúc ở nửa trên của bảng xếp hạng giải vô địch quốc gia (Điều khoản 7.1 và 9.5). Nếu một hiệp hội không có đủ đội đáp ứng các tiêu chí trên, các suất vào thẳng bị bỏ được phân phối lại theo các tiêu chí tương tự như đã đề cập ở trên, và các suất vào vòng loại của họ sẽ bị hủy và không phân bố cho hiệp hội khác (Điều khoản 9.9).
- Nếu một đội được cấp phép từ chối tham dự, suất của họ, không kể vào vòng bảng hay vòng loại, sẽ bị hủy và không phân bố cho hiệp hội khác (Điều khoản 9.11).

### Bảng xếp hạng hiệp hội
Đối với AFC Cup 2021, các hiệp hội được phân bố suất tham dự dựa trên bảng xếp hạng hiệp hội được công bố vào ngày 29 tháng 11 năm 2019, dựa trên thành tích tại AFC Champions League và AFC Cup trong các mùa giải từ năm 2016 đến 2019.
| Tham dự AFC Cup 2021 | Tham dự AFC Cup 2021 |
| -------------------- | -------------------- |
|                      | Tham dự              |
|                      | Không tham dự        |

| Xếp hạng | Xếp hạng | Hiệp hội Thành viên    | Điểm                   | Suất dự   | Suất dự       | Suất dự        | Suất dự        | Suất dự   |
| Xếp hạng | Xếp hạng | Hiệp hội Thành viên    | Điểm                   | Vòng bảng | Vòng loại     | Vòng loại      | Vòng loại      | Vòng loại |
| Khu vực  | AFC      | Hiệp hội Thành viên    | Điểm                   | Vòng bảng | Vòng play-off | Vòng sơ loại 2 | Vòng sơ loại 1 |           |
| -------- | -------- | ---------------------- | ---------------------- | --------- | ------------- | -------------- | -------------- | --------- |
| 1        | 12       | Jordan                 | 33.852                 | 2         | 0             | 0              | 0              |           |
| 2        | 21       | Liban                  | 24.746                 | 2         | 0             | 0              | 0              |           |
| 3        | 22       | Syria[SYR]             | 22.505                 | 2         | 0             | 0              | 0              |           |
| 4        | 24       | Bahrain                | 17.749                 | 2         | 0             | 0              | 0              |           |
| 5        | 29       | Oman[OMA]              | 8.531                  | 0         | 0             | 0              | 0              |           |
| 6        | 30       | Palestine              | 7.297                  | 2         | 0             | 0              | 0              |           |
| 7        | 34       | Kuwait                 | 4.711                  | 1         | 0             | 0              | 0              |           |
| 8        | 42       | Yemen[YEM]             | 0.000                  | 0         | 0             | 0              | 0              |           |
| Tổng     | Tổng     | Số hiệp hội tham dự: 6 | Số hiệp hội tham dự: 6 | 11        | 0             | 0              | 0              |           |
| Tổng     | Tổng     | Số hiệp hội tham dự: 6 | Số hiệp hội tham dự: 6 | 11        | 0             |                |                |           |
| Tổng     | Tổng     | Số hiệp hội tham dự: 6 | Số hiệp hội tham dự: 6 | 11        |               |                |                |           |

| Xếp hạng | Xếp hạng | Hiệp hội Thành viên    | Điểm                   | Suất dự   | Suất dự       | Suất dự        | Suất dự        | Suất dự   |
| Xếp hạng | Xếp hạng | Hiệp hội Thành viên    | Điểm                   | Vòng bảng | Vòng loại     | Vòng loại      | Vòng loại      | Vòng loại |
| Khu vực  | AFC      | Hiệp hội Thành viên    | Điểm                   | Vòng bảng | Vòng play-off | Vòng sơ loại 2 | Vòng sơ loại 1 |           |
| -------- | -------- | ---------------------- | ---------------------- | --------- | ------------- | -------------- | -------------- | --------- |
| 1        | 15       | Ấn Độ                  | 29.576                 | 1         | 0             | 1              | 0              |           |
| 2        | 25       | Bangladesh[BAN]        | 14.683                 | 1         | 0             | 0              | 0              |           |
| 3        | 26       | Maldives               | 13.632                 | 1         | 0             | 0              | 1              |           |
| 4        | 36       | Nepal                  | 0.915                  | 0         | 0             | 0              | 1              |           |
| 5        | 37       | Sri Lanka              | 0.618                  | 0         | 0             | 0              | 1              |           |
| 6        | 38       | Bhutan                 | 0.549                  | 0         | 0             | 0              | 1              |           |
| 7        | 42       | Pakistan[PAK]          | 0.000                  | 0         | 0             | 0              | 0              |           |
| Tổng     | Tổng     | Số hiệp hội tham dự: 6 | Số hiệp hội tham dự: 6 | 3         | 0             | 1              | 4              |           |
| Tổng     | Tổng     | Số hiệp hội tham dự: 6 | Số hiệp hội tham dự: 6 | 3         | 5             |                |                |           |
| Tổng     | Tổng     | Số hiệp hội tham dự: 6 | Số hiệp hội tham dự: 6 | 8         |               |                |                |           |

| Xếp hạng | Xếp hạng | Hiệp hội Thành viên    | Điểm                   | Suất dự   | Suất dự       | Suất dự        | Suất dự        | Suất dự   |
| Xếp hạng | Xếp hạng | Hiệp hội Thành viên    | Điểm                   | Vòng bảng | Vòng loại     | Vòng loại      | Vòng loại      | Vòng loại |
| Khu vực  | AFC      | Hiệp hội Thành viên    | Điểm                   | Vòng bảng | Vòng play-off | Vòng sơ loại 2 | Vòng sơ loại 1 |           |
| -------- | -------- | ---------------------- | ---------------------- | --------- | ------------- | -------------- | -------------- | --------- |
| 1        | 10       | Uzbekistan[UZB]        | 45.562                 | 1         | 0             | 0              | 0              |           |
| 2        | 17       | Tajikistan             | 28.361                 | 2         | 0             | 0              | 0              |           |
| 3        | 20       | Turkmenistan           | 26.532                 | 2         | 0             | 0              | 0              |           |
| 4        | 33       | Kyrgyzstan             | 5.466                  | 2         | 0             | 0              | 0              |           |
| 5        | 41       | Afghanistan[AFG]       | 0.206                  | 0         | 0             | 0              | 0              |           |
| Tổng     | Tổng     | Số hiệp hội tham dự: 4 | Số hiệp hội tham dự: 4 | 7         | 0             | 0              | 0              |           |
| Tổng     | Tổng     | Số hiệp hội tham dự: 4 | Số hiệp hội tham dự: 4 | 7         | 0             |                |                |           |
| Tổng     | Tổng     | Số hiệp hội tham dự: 4 | Số hiệp hội tham dự: 4 | 7         |               |                |                |           |

| Xếp hạng | Xếp hạng | Hiệp hội Thành viên    | Điểm                   | Suất dự   | Suất dự       | Suất dự        | Suất dự        | Suất dự   |
| Xếp hạng | Xếp hạng | Hiệp hội Thành viên    | Điểm                   | Vòng bảng | Vòng loại     | Vòng loại      | Vòng loại      | Vòng loại |
| Khu vực  | AFC      | Hiệp hội Thành viên    | Điểm                   | Vòng bảng | Vòng play-off | Vòng sơ loại 2 | Vòng sơ loại 1 |           |
| -------- | -------- | ---------------------- | ---------------------- | --------- | ------------- | -------------- | -------------- | --------- |
| 1        | 13       | Philippines[PHI]       | 32.130                 | 0         | 0             | 0              | 0              |           |
| 2        | 16       | Việt Nam               | 28.571                 | 2         | 0             | 0              | 0              |           |
| 3        | 18       | Malaysia               | 26.960                 | 2         | 0             | 0              | 0              |           |
| 4        | 19       | Singapore              | 26.607                 | 2         | 0             | 0              | 0              |           |
| 5        | 27       | Myanmar[MYA]           | 12.756                 | 0         | 0             | 0              | 0              |           |
| 6        | 28       | Indonesia              | 12.550                 | 2         | 0             | 0              | 0              |           |
| 7        | 31       | Campuchia              | 6.770                  | 2         | 0             | 0              | 0              |           |
| 8        | 35       | Lào                    | 2.241                  | 0         | 0             | 1              | 0              |           |
| 9        | 42       | Brunei                 | 0.000                  | 0         | 0             | 1              | 0              |           |
| 10       | 42       | Đông Timor             | 0.000                  | 1         | 0             | 0              | 0              |           |
| Tổng     | Tổng     | Số hiệp hội tham dự: 9 | Số hiệp hội tham dự: 9 | 11        | 0             | 2              | 0              |           |
| Tổng     | Tổng     | Số hiệp hội tham dự: 9 | Số hiệp hội tham dự: 9 | 11        | 2             |                |                |           |
| Tổng     | Tổng     | Số hiệp hội tham dự: 9 | Số hiệp hội tham dự: 9 | 13        |               |                |                |           |

| Xếp hạng | Xếp hạng | Hiệp hội Thành viên    | Điểm                   | Suất dự   | Suất dự       | Suất dự        | Suất dự        | Suất dự   |
| Xếp hạng | Xếp hạng | Hiệp hội Thành viên    | Điểm                   | Vòng bảng | Vòng loại     | Vòng loại      | Vòng loại      | Vòng loại |
| Khu vực  | AFC      | Hiệp hội Thành viên    | Điểm                   | Vòng bảng | Vòng play-off | Vòng sơ loại 2 | Vòng sơ loại 1 |           |
| -------- | -------- | ---------------------- | ---------------------- | --------- | ------------- | -------------- | -------------- | --------- |
| 1        | 14       | CHDCND Triều Tiên[PRK] | 30.100                 | 0         | 0             | 0              | 0              |           |
| 2        | 23       | Hồng Kông              | 19.945                 | 2         | 0             | 0              | 0              |           |
| 3        | 32       | Ma Cao[MAC]            | 5.489                  | 0         | 0             | 0              | 0              |           |
| 4        | 39       | Đài Bắc Trung Hoa      | 0.457                  | 1         | 0             | 0              | 0              |           |
| 5        | 40       | Mông Cổ                | 0.274                  | 1         | 0             | 0              | 0              |           |
| 6        | 42       | Guam[GUM]              | 0.000                  | 0         | 0             | 0              | 0              |           |
| Tổng     | Tổng     | Số hiệp hội tham dự: 3 | Số hiệp hội tham dự: 3 | 4         | 0             | 0              | 0              |           |
| Tổng     | Tổng     | Số hiệp hội tham dự: 3 | Số hiệp hội tham dự: 3 | 4         | 0             |                |                |           |
| Tổng     | Tổng     | Số hiệp hội tham dự: 3 | Số hiệp hội tham dự: 3 | 4         |               |                |                |           |

Ghi chú
1. ^ Afghanistan (AFG): Không đội nào của Afghanistan được cấp phép dự AFC Cup.[12]
2. ^ Bangladesh (BAN): Một trong hai đại diện của Bangladesh tại AFC Cup, Abahani Limited Dhaka, rút lui khỏi giải đấu sau lễ bốc thăm.[13]
3. ^ Guam (GUM): Không đội nào của Guam được cấp phép dự AFC Cup.[12]
4. ^ Ma Cao (MAC): Hai đội của Ma Cao được cấp phép dự AFC Cup, Benfica de Macau và Chao Pak Kei, rút lui sau lễ bốc thăm.[12][14]
5. ^ Myanmar (MYA): Hai đội của Myanmar được cấp phép dự AFC Cup, Shan United và Hanthawaddy United, rút lui sau lễ bốc thăm.[13]
6. ^ Triều Tiên (PRK): Không đội nào của Triều Tiên được cấp phép dự AFC Cup.[12]
7. ^ Oman (OMA): Hai đội của Oman được cấp phép dự AFC Cup, Al-Seeb và Al-Nasr, rút lui sau lễ bốc thăm.[12]
8. ^ Pakistan (PAK): Không đội nào của Pakistan được cấp phép dự AFC Cup.[12]
9. ^ Philippines (PHI): Philippines xếp hạng 6 trên bảng xếp hạng AFC Champions League khu vực Đông Á, và được một suất vào vòng bảng AFC Cup mà không lấy suất của bất kỳ hiệp hội nào khác. Sau khi Kaya–Iloilo lọt vào vòng bảng AFC Champions League 2021 thông qua vòng play-off nhưng không có đội bóng nào thay thế họ, Philippines không có đại diện tại AFC Cup.[15]
10. ^ Syria (SYR):  Ban đầu không đội nào của Syria được cấp phép dự AFC Cup,[12] nhưng Tishreen và Al-Wahda đã kháng cáo thành công.[16]
11. ^ Uzbekistan (UZB): Uzbekistan xếp hạng 6 trên bảng xếp hạng AFC Champions League khu vực Tây Á, và được một suất vào vòng bảng AFC Cup mà không lấy suất của bất kỳ hiệp hội nào khác.
12. ^ Yemen (YEM): Không đội nào của Yemen được cấp phép dự AFC Cup.[12]

## Các đội tham dự
Chú thích:
- TH: Đương kim vô địch
- 1st, 2nd, 3rd,...: Vị trí tại giải quốc nội
- CW: Đội vô địch cúp quốc gia
- PW: Đội thắng play-off dự AFC Cup cuối mùa
- ACL PR: Đội thua vòng sơ loại AFC Champions League
- ACL PO: Đội thua vòng play-off AFC Champions League

| Tây Á                            | Tây Á                                 | Tây Á                                        | Tây Á                                             |
| -------------------------------- | ------------------------------------- | -------------------------------------------- | ------------------------------------------------- |
| Al-AhedTH (1st, CW)[Note LBN]    | Al-Ansar (2nd)[Note LBN]              | Al-Hidd (1st)                                | Markaz Shabab Al-Am'ari (2nd)[Note PLE][Note WAZ] |
| Al-Salt (4th)[Note JOR]          | Tishreen (1st)                        | Al-Muharraq (CW)                             | Al-Kuwait (1st)[Note WAZ]                         |
| Al-Faisaly (5th)[Note JOR]       | Al-Wahda (CW)                         | Markaz Balata (1st)                          |                                                   |
| Nam Á                            |                                       |                                              |                                                   |
| ATK Mohun Bagan (1st)[Note IND]  | Bashundhara Kings (1st, CW)[Note BAN] | Maziya (1st)                                 |                                                   |
| Trung Á                          |                                       |                                              |                                                   |
| Nasaf (2nd)[Note UZB]            | Khujand (2nd)                         | Ahal (2nd)[Note TKM]                         | Alay (CW)                                         |
| Ravshan Kulob (CW)               | Altyn Asyr (1st, CW)[Note TKM]        | Dordoi (1st)                                 |                                                   |
| ASEAN                            |                                       |                                              |                                                   |
| Hà Nội (2nd, CW)                 | Terengganu (3rd)[Note MAS]            | Bali United (1st)[Note IDN]                  | Visakha (CW)[Note ASZ]                            |
| Sài Gòn (3rd)                    | Lion City Sailors (3rd)[Note SIN]     | Persipura Jayapura (3rd)[Note IDN][Note ASZ] | Lalenok United (CW)[Note TLS][Note ASZ]           |
| Kedah Darul Aman (2nd)[Note MAS] | Geylang International (4th)[Note SIN] | Boeung Ket (1st)                             |                                                   |
| Đông Á                           |                                       |                                              |                                                   |
| Đông Phương (2nd, CW)            | Lee Man (4th) [Note HKG]              | Thành phố Đài Nam (1st)                      | Athletic 220 (1st)                                |

| Tây Á   | Tây Á   | Tây Á   | Tây Á   |
| Nam Á   | Nam Á   | Nam Á   | Nam Á   |
| Trung Á | Trung Á | Trung Á | Trung Á |
| ASEAN   | ASEAN   | ASEAN   | ASEAN   |
| Đông Á  | Đông Á  | Đông Á  | Đông Á  |
| ------- | ------- | ------- | ------- |

| Tây Á                     | Tây Á                  | Tây Á | Tây Á |
| Nam Á                     | Nam Á                  | Nam Á | Nam Á |
| ------------------------- | ---------------------- | ----- | ----- |
| Bengaluru (3rd)[Note IND] |                        |       |       |
| Trung Á                   |                        |       |       |
| ASEAN                     |                        |       |       |
| Chanthabouly (1st)        | Kasuka (2nd)[Note BRU] |       |       |
| Đông Á                    |                        |       |       |

| Tây Á                  | Tây Á                           | Tây Á                           | Tây Á              |
| Nam Á                  | Nam Á                           | Nam Á                           | Nam Á              |
| ---------------------- | ------------------------------- | ------------------------------- | ------------------ |
| Eagles (2nd)[Note MDV] | Nepal Army Club (2nd)[Note NEP] | Sri Lanka Police (CW)[Note SRI] | Thimphu City (1st) |
| Trung Á                |                                 |                                 |                    |
| ASEAN                  |                                 |                                 |                    |
| Đông Á                 |                                 |                                 |                    |

Ghi chú
1. ^ ASEAN (ASZ): Do đảo chính tại Myanmar, hai đội bóng của Myanmar, Shan United và Hanthawady United rút lui sau lễ bốc thăm. Để thay thế họ, AFC quyết định chuyển Persipura Jayapura và đội thắng giai đoạn sơ loại lên vòng bảng.[17] Do Kaya–Iloilo lọt vào vòng bảng AFC Champions League, AFC quyết định chuyển Visakha và Lalenok United lên vòng bảng vào ngày 6 tháng 7 năm 2021.[15]
2. ^ Bangladesh (BAN): Do đại dịch COVID-19 tại Bangladesh, Bangladesh Premier League 2019–20 bị hủy bởi Liên đoàn bóng đá Bangladesh.[18] Các đại diện của Bangladesh tại AFC Cup 2021 được xác định bởi kết quả của giải quốc nội mùa trước (Bangladesh Premier League 2018–19).[19]
3. ^ Brunei (BRU): Do đại dịch COVID-19 tại Brunei, Brunei Super League 2020 và Brunei FA Cup 2020 bị hủy bởi Hiệp hội bóng đá quốc gia Brunei Darussalam,[20][21], các đại diện của Brunei tại AFC Cup 2021 được xác định bởi kết quả của giải quốc nội mùa trước (Brunei Super League 2018–19). MS ABDB, đội vô địch Brunei Super League 2018–19, không được cấp phép dự AFC Cup. Do đó, Kasuka, đội có thành tích tốt nhất được cấp phép dự AFC Cup (á quân của giải), tham dự AFC Cup 2021.[12][22]
4. ^ Hồng Kông (HKG): R&F, đội hạng ba Hong Kong Premier League 2019–20, rút lui sau khi mùa giải kết thúc.[23] Do đó, Lee Man, đội hạng tư của giải, tham dự AFC Cup 2021.
5. ^ Indonesia (IDN): Do đại dịch COVID-19 tại Indonesia, Liga 1 2020 và Piala Indonesia 2020 bị hủy bởi Hiệp hội bóng đá Indonesia.[24] Các đại diện của Indonesia tại AFC Cup 2021 được xác định bởi kết quả của giải quốc nội mùa trước (Liga 1 2019 và Piala Indonesia 2019). PSM Makassar, đội vô địch Piala Indonesia 2018–19, không được cấp phép dự AFC Cup. Do đó, Persipura Jayapura, đội có thành tích tốt thứ hai được cấp phép dự AFC Cup (hạng ba của giải), tham dự AFC Cup 2021.[11][25]
6. ^ Ấn Độ (IND): Ban đầu, hai đại diện của Ấn Độ tại AFC Cup 2021 là Mohun Bagan, đội vô địch I-League 2019–20 (danh hiệu của họ được đảm bảo trước khi giải đấu bị hủy bỏ do đại dịch COVID-19 tại Ấn Độ), và ATK, đội thắng play-off Indian Super League 2019–20.[26] Tuy nhiên, chủ sở hữu của ATK và Mohun Bagan đã quyết định hợp nhất hai câu lạc bộ để tạo thành ATK Mohun Bagan kể từ Indian Super League 2020–21. Liên đoàn bóng đá Ấn Độ quyết định ATK Mohun Bagan và Bengaluru, đội hạng ba Indian Super League regular season 2019–20 (ATK là đội á quân của giải), sẽ tham dự AFC Cup 2021.[27]
7. ^ Jordan (JOR): Do đại dịch COVID-19 tại Jordan, Jordan FA Cup 2020 bị hủy bởi Hiệp hội bóng đá Jordan. Các đại diện của Jordan tại AFC Cup 2021 chỉ được xác định bởi kết quả của Jordanian Pro League 2020. Al-Jazeera và Al-Ramtha, đội á quân và hạng ba Jordanian Pro League 2020, không được cấp phép dự AFC Cup. Do đó, Al-Salt và Al-Faisaly, hai đội có thành tích tốt nhất được cấp phép dự AFC Cup (hạng tư và hạng năm của giải), tham dự AFC Cup 2021.[11][28]
8. ^ Liban (LBN): Do đại dịch COVID-19 tại Liban, Lebanese Premier League 2019–20 và Lebanese FA Cup 2019–20 bị hủy bởi Hiệp hội bóng đá Liban (các giải đấu trước đó đã bị hoãn do các vấn đề trong nước bao gồm biểu tình và vấn đề tài chính).[29][30] Các đại diện của Liban tại AFC Cup 2021 được xác định bởi kết quả của giải quốc nội mùa trước (Lebanese Premier League 2018–19 và Lebanese FA Cup 2018–19).[31]
9. ^ Malaysia (MAS): Do đại dịch COVID-19 tại Malaysia, Malaysia FA Cup 2020 bị hủy bởi Hiệp hội bóng đá Malaysia.[32][33]. Các đại diện của Malaysia tại AFC Cup 2021 chỉ được xác định bởi kết quả của Malaysia Super League 2020.[34]
10. ^ Maldives (MDV): Do đại dịch COVID-19 tại Maldives, Maldives FA Cup 2020 bị hủy bởi Hiệp hội bóng đá Maldives.[35] Các đại diện của Maldives tại AFC Cup 2021 chỉ được xác định bởi kết quả của Dhivehi Premier League 2019–20.[36]
11. ^ Nepal (NEP): Machhindra, đội vô địch Martyr's Memorial A-Division League 2019–20, không được cấp phép dự AFC Cup. Do đó, Nepal Army Club, đội có thành tích tốt nhất được cấp phép dự AFC Cup (á quân của giải), tham dự AFC Cup 2021.[12][37]
12. ^ Palestine (PLE): Do đại dịch COVID-19 tại Palestine, Palestine Cup 2019–20 bị hủy bởi Hiệp hội bóng đá Palestine. Các đại diện của Palestine tại AFC Cup 2021 chỉ được xác định bởi kết quả của West Bank Premier League 2019–20.[38]
13. ^ Singapore (SIN): Do đại dịch COVID-19 tại Singapore, Singapore Cup 2020 bị hủy bởi Hiệp hội bóng đá Singapore. Các đại diện của Singapore tại AFC Cup 2021 chỉ được xác định bởi kết quả của Singapore Premier League 2020.[39] Albirex Niigata (S), đội vô địch Singapore Premier League 2020, là đội bóng của Nhật Bản và không thể đại diện cho Singapore tham dự các giải đấu cấp câu lạc bộ của AFC. Do đó, Geylang International, đội hạng tư của giải, tham dự AFC Cup 2021.
14. ^ Nam Á (SAZ): Vào ngày 30 tháng 4 năm 2021, AFC quyết định rằng Abahani Limited Dhaka được coi là đã rút khỏi giai đoạn sơ loại sau lễ bốc thăm, do những vấn đề trong việc đáp ứng thời hạn kéo dài để tổ chức trận đấu của giai đoạn sơ loại và việc đóng cửa biên giới và hạn chế đi lại ở Bangladesh.[17]
15. ^ Sri Lanka (SRI): Do đại dịch COVID-19 tại Sri Lanka, Sri Lanka Champions League 2019–20 bị hủy bởi Hiệp hội bóng đá Sri Lanka. Đội vô địch Sri Lanka FA Cup 2019–20 sẽ tham dự AFC Cup 2021.
16. ^ Turkmenistan (TKM): Altyn Asyr, đội vô địch Ýokary Liga 2020 Turkmenistan Cup 2020, và Ahal, đội á quân Ýokary Liga 2020, không được cấp phép dự AFC Champions League, nhưng được cấp phép dự AFC Cup. Do đó, họ tham dự AFC Cup 2021.[11][40]
17. ^ Đông Timor (TLS): Do đại dịch COVID-19 tại Đông Timor, LFA Primeira 2020 bị hủy bởi Liên đoàn bóng đá Đông Timor.[41] Đội vô địch Copa FFTL 2020 sẽ tham dự AFC Cup 2021.[42]
18. ^  Uzbekistan (UZB): Nasaf, đội á quân Uzbekistan Super League 2020, không được cấp phép dự AFC Champions League, nhưng được cấp phép dự AFC Cup. Do đó, AGMK, đội có thành tích tốt thứ hai được cấp phép dự AFC Champions League (hạng ba của giải), tham dự AFC Champions League 2021, và sẽ xuống chơi tại AFC Cup nếu họ không lọt vào vòng bảng AFC Champions League.[11][43] Do AGMK lọt vào vòng bảng AFC Champions League, Nasaf tham dự AFC Cup 2021 với tư cách là đội dự phòng.
19. ^ Tây Á (WAZ):Hai đội bóng của Oman, Al-Seeb và Al-Nasr, rút lui khỏi vòng bảng sau lễ bốc thăm, sau khi tất cả các hoạt động thể thao quốc tế và trong nước bị tạm dừng do đại dịch COVID-19 ở Oman. AFC quyết định hủy trận play-off giữa Markaz Shabab Al-Am'ari và Al-Kuwait, và chuyển cả hai đội lên vòng bảng.[44]

## Vòng loại
Ở vòng loại, mỗi cặp đấu diễn ra theo thể thức một lượt. Hiệp phụ và loạt sút luân lưu được sử dụng để xác định đội thắng nếu cần thiết. Thứ tự của các cặp đấu dựa trên thành tích của hiệp hội của các đội tại bảng xếp hạng hiệp hội, với đội đến từ hiệp hội có thứ hạng cao hơn là đội chủ nhà. Hai đội thắng vòng sơ loại 2 (khu vực ASEAN) và một đội thắng vòng play-off (khu vực Nam Á) lọt vào vòng bảng cùng với 35 đội được vào thẳng.

### Vòng sơ loại 1
| Đội 1           | Tỉ số | Đội 2            |
| --------------- | ----- | ---------------- |
| Nepal Army Club | 5–1   | Sri Lanka Police |
| Eagles          | 2–0   | Thimphu City     |

### Vòng sơ loại 2
| Đội 1                 | Tỉ số  | Đội 2           |
| --------------------- | ------ | --------------- |
| Bengaluru             | 5–0    | Nepal Army Club |
| Abahani Limited Dhaka | Hủy bỏ | Eagles          |

| Đội 1        | Tỉ số  | Đội 2          |
| ------------ | ------ | -------------- |
| Chanthabouly | Hủy bỏ | Kasuka         |
| Visakha      | Hủy bỏ | Lalenok United |

### Vòng play-off
| Đội 1                   | Tỉ số  | Đội 2     |
| ----------------------- | ------ | --------- |
| Markaz Shabab Al-Am'ari | Hủy bỏ | Al-Kuwait |

| Đội 1     | Tỉ số | Đội 2  |
| --------- | ----- | ------ |
| Bengaluru | 1–0   | Eagles |

| Đội 1              | Tỉ số  | Đội 2                |
| ------------------ | ------ | -------------------- |
| Hanthawady United  | Hủy bỏ | Winners of ASEAN 2.1 |
| Persipura Jayapura | Hủy bỏ | Winners of ASEAN 2.2 |

## Vòng bảng
Lễ bốc thăm vòng bảng diễn ra vào ngày 27 tháng 1 năm 2021, 14:30 MYT (UTC+8), ở trụ sở AFC tại Kuala Lumpur, Malaysia. 39 đội được xếp vào 9 bảng bốn đội và 1 bảng ba đội (ở khu vực Trung Á): 3 bảng ở khu vực Tây Á (Bảng A–C) và ASEAN (Bảng G–I), 2 bảng ở khu vực Trung Á (Bảng E–F), và 1 bảng ở khu vực Nam Á (Bảng D) và Đông Á (Bảng J). Ở mỗi khu vực, các đội được xếp vào 4 nhóm hạt giống và xếp vào các vị trí tương ứng của các bảng, dựa trên bảng xếp hạng hiệp hội và hạt giống của họ, để đảm bảo sự cân bằng giữa các bảng. Các đội cùng hiệp hội ở khu vực có nhiều hơn mọt bảng (Tây Á, Trung Á, ASEAN) không được xếp vào cùng một bảng.
Ở vòng bảng, các đội cùng bảng thi đấu với nhau theo thể thức vòng tròn một lượt ở các địa điểm tập trung. Các đội sau đây lọt vào vòng loại trực tiếp:
- Các đội nhất bảng và đội nhì bảng có thành tích tốt nhất khu vực Tây Á và ASEAN lọt vào bán kết khu vực.
- Các đội nhất bảng khu vực Trung Á lọt vào chung kết khu vực.
- Các đội nhất bảng khu vực Nam Á và Đông Á lọt vào bán kết liên khu vực.

### Bảng A
| VT | Đội         | ST | T | H | B | BT | BB | HS | Đ | Giành quyền tham dự |   | AHE | WAH | HID |
| -- | ----------- | -- | - | - | - | -- | -- | -- | - | ------------------- | - | --- | --- | --- |
| 1  | Al-Ahed     | 2  | 1 | 1 | 0 | 2  | 1  | +1 | 4 | Bán kết khu vực     |   | —   | —   | 2–1 |
| 2  | Al-Wahda    | 2  | 0 | 2 | 0 | 1  | 1  | 0  | 2 |                     |   | 0–0 | —   | —   |
| 3  | Al-Hidd (H) | 2  | 0 | 1 | 1 | 2  | 3  | −1 | 1 |                     | — | 1–1 | —   |     |

### Bảng B
| VT | Đội           | ST | T | H | B | BT | BB | HS | Đ | Giành quyền tham dự |   | MUH | SAL | ANS | MBA |
| -- | ------------- | -- | - | - | - | -- | -- | -- | - | ------------------- | - | --- | --- | --- | --- |
| 1  | Al-Muharraq   | 3  | 2 | 0 | 1 | 6  | 4  | +2 | 6 | Bán kết khu vực     |   | —   | —   | —   | 2–3 |
| 2  | Al-Salt (H)   | 3  | 2 | 0 | 1 | 7  | 2  | +5 | 6 | Bán kết khu vực     |   | 0–1 | —   | —   | 5–0 |
| 3  | Al-Ansar      | 3  | 1 | 0 | 2 | 4  | 5  | −1 | 3 |                     |   | 1–3 | 1–2 | —   | —   |
| 4  | Markaz Balata | 3  | 1 | 0 | 2 | 3  | 9  | −6 | 3 |                     | — | —   | 0–2 | —   |     |

1. 1 2  Điểm đối đầu: Al-Muharraq 3, Al-Salt 0.
2. 1 2  Điểm đối đầu: Al-Ansar 3, Markaz Balata 0.

### Bảng C
| VT | Đội                     | ST | T | H | B | BT | BB | HS | Đ | Giành quyền tham dự |     | KSC | FAI | TIS | MSA |
| -- | ----------------------- | -- | - | - | - | -- | -- | -- | - | ------------------- | --- | --- | --- | --- | --- |
| 1  | Al-Kuwait               | 3  | 2 | 1 | 0 | 8  | 4  | +4 | 7 | Bán kết khu vực     |     | —   | —   | —   | 4–1 |
| 2  | Al-Faisaly (H)          | 3  | 2 | 0 | 1 | 3  | 1  | +2 | 6 |                     |     | 0–1 | —   | 1–0 | —   |
| 3  | Tishreen                | 3  | 1 | 1 | 1 | 8  | 5  | +3 | 4 |                     | 3–3 | —   | —   | 5–1 |     |
| 4  | Markaz Shabab Al-Am'ari | 3  | 0 | 0 | 3 | 2  | 11 | −9 | 0 |                     | —   | 0–2 | —   | —   |     |

### Bảng D
| VT | Đội               | ST | T | H | B | BT | BB | HS | Đ | Giành quyền tham dự  |     | AMB | BSK | BFC | MAZ |
| -- | ----------------- | -- | - | - | - | -- | -- | -- | - | -------------------- | --- | --- | --- | --- | --- |
| 1  | ATK Mohun Bagan   | 3  | 2 | 1 | 0 | 6  | 2  | +4 | 7 | Bán kết liên khu vực |     | —   | 1–1 | 2–0 | —   |
| 2  | Bashundhara Kings | 3  | 1 | 2 | 0 | 3  | 1  | +2 | 5 |                      |     | —   | —   | —   | 2–0 |
| 3  | Bengaluru         | 3  | 1 | 1 | 1 | 6  | 4  | +2 | 4 |                      | —   | 0–0 | —   | —   |     |
| 4  | Maziya (H)        | 3  | 0 | 0 | 3 | 3  | 11 | −8 | 0 |                      | 1–3 | —   | 2–6 | —   |     |

### Bảng E
| VT | Đội           | ST | T | H | B | BT | BB | HS | Đ | Giành quyền tham dự |   | AHA | DOR | RAV |
| -- | ------------- | -- | - | - | - | -- | -- | -- | - | ------------------- | - | --- | --- | --- |
| 1  | Ahal          | 2  | 2 | 0 | 0 | 5  | 1  | +4 | 6 | Chung kết khu vực   |   | —   | —   | 3–1 |
| 2  | Dordoi (H)    | 2  | 1 | 0 | 1 | 3  | 2  | +1 | 3 |                     |   | 0–2 | —   | —   |
| 3  | Ravshan Kulob | 2  | 0 | 0 | 2 | 1  | 6  | −5 | 0 |                     | — | 0–3 | —   |     |

### Bảng F
| VT | Đội         | ST | T | H | B | BT | BB | HS | Đ | Giành quyền tham dự |     | NAS | ALT | KHU | ALA |
| -- | ----------- | -- | - | - | - | -- | -- | -- | - | ------------------- | --- | --- | --- | --- | --- |
| 1  | Nasaf       | 3  | 3 | 0 | 0 | 9  | 0  | +9 | 9 | Chung kết khu vực   |     | —   | 2–0 | —   | 4–0 |
| 2  | Altyn Asyr  | 3  | 1 | 1 | 1 | 7  | 8  | −1 | 4 |                     |     | —   | —   | 2–2 | —   |
| 3  | Khujand (H) | 3  | 1 | 1 | 1 | 4  | 5  | −1 | 4 |                     | 0–3 | —   | —   | 2–0 |     |
| 4  | Alay        | 3  | 0 | 0 | 3 | 4  | 11 | −7 | 0 |                     | —   | 4–5 | —   | —   |     |

### Bảng G (hủy bỏ)
| VT | Đội                       | ST | T | H | B | BT | BB | HS | Đ |  | HAN    | BAL    | BOE    | G4     |
| -- | ------------------------- | -- | - | - | - | -- | -- | -- | - |  | ------ | ------ | ------ | ------ |
| 1  | Hà Nội                    | 0  | 0 | 0 | 0 | 0  | 0  | 0  | 0 |  | —      | Hủy bỏ | —      | Hủy bỏ |
| 2  | Bali United               | 0  | 0 | 0 | 0 | 0  | 0  | 0  | 0 |  | —      | —      | Hủy bỏ | —      |
| 3  | Boeung Ket                | 0  | 0 | 0 | 0 | 0  | 0  | 0  | 0 |  | Hủy bỏ | —      | —      | Hủy bỏ |
| 4  | Thắng vòng loại ASEAN 2.1 | 0  | 0 | 0 | 0 | 0  | 0  | 0  | 0 |  | —      | Hủy bỏ | —      | —      |

### Bảng H (hủy bỏ)
| VT | Đội                | ST | T | H | B | BT | BB | HS | Đ |  | KED    | LIO    | SGN    | PPR    |
| -- | ------------------ | -- | - | - | - | -- | -- | -- | - |  | ------ | ------ | ------ | ------ |
| 1  | Kedah Darul Aman   | 0  | 0 | 0 | 0 | 0  | 0  | 0  | 0 |  | —      | Hủy bỏ | —      | Hủy bỏ |
| 2  | Lion City Sailors  | 0  | 0 | 0 | 0 | 0  | 0  | 0  | 0 |  | —      | —      | Hủy bỏ | —      |
| 3  | Sài Gòn            | 0  | 0 | 0 | 0 | 0  | 0  | 0  | 0 |  | Hủy bỏ | —      | —      | Hủy bỏ |
| 4  | Persipura Jayapura | 0  | 0 | 0 | 0 | 0  | 0  | 0  | 0 |  | —      | Hủy bỏ | —      | —      |

### Bảng I (hủy bỏ)
| VT | Đội                   | ST | T | H | B | BT | BB | HS | Đ |  | VIS    | LAL    | TER    | GEY    |
| -- | --------------------- | -- | - | - | - | -- | -- | -- | - |  | ------ | ------ | ------ | ------ |
| 1  | Visakha               | 0  | 0 | 0 | 0 | 0  | 0  | 0  | 0 |  | —      | Hủy bỏ | —      | Hủy bỏ |
| 2  | Lalenok United        | 0  | 0 | 0 | 0 | 0  | 0  | 0  | 0 |  | —      | —      | Hủy bỏ | —      |
| 3  | Terengganu            | 0  | 0 | 0 | 0 | 0  | 0  | 0  | 0 |  | Hủy bỏ | —      | —      | Hủy bỏ |
| 4  | Geylang International | 0  | 0 | 0 | 0 | 0  | 0  | 0  | 0 |  | —      | Hủy bỏ | —      | —      |

### Bảng J
| VT | Đội             | ST | T | H | B | BT | BB | HS | Đ | Giành quyền tham dự  |     | LEE | EAS | TNC | ATH |
| -- | --------------- | -- | - | - | - | -- | -- | -- | - | -------------------- | --- | --- | --- | --- | --- |
| 1  | Lee Man (H)     | 3  | 3 | 0 | 0 | 10 | 2  | +8 | 9 | Bán kết liên khu vực |     | —   | —   | 4–1 | —   |
| 2  | Đông Phương (H) | 3  | 2 | 0 | 1 | 2  | 1  | +1 | 6 |                      |     | 0–1 | —   | 1–0 | —   |
| 3  | Đài Nam         | 3  | 1 | 0 | 2 | 5  | 4  | +1 | 3 |                      | —   | —   | —   | 2–0 |     |
| 4  | Athletic 220    | 3  | 0 | 0 | 3 | 1  | 9  | −8 | 0 |                      | 1–5 | 0–0 | —   | —   |     |

### Các đội nhì bảng có thành tích tốt nhất

#### Tây Á
Do bảng A chỉ có 3 đội, nên kết quả với đội đứng thứ 4 của bảng B và C không được tính.

| VT | Bg | Đội        | ST | T | H | B | BT | BB | HS | Đ | Giành quyền tham dự |
| -- | -- | ---------- | -- | - | - | - | -- | -- | -- | - | ------------------- |
| 1  | B  | Al-Salt    | 2  | 1 | 0 | 1 | 2  | 2  | 0  | 3 | Bán kết khu vực     |
| 2  | C  | Al-Faisaly | 2  | 1 | 0 | 1 | 1  | 1  | 0  | 3 |                     |
| 3  | A  | Al-Wahda   | 2  | 0 | 2 | 0 | 1  | 1  | 0  | 2 |                     |

#### ASEAN (hủy bỏ)
| VT | Bg | Đội | ST | T | H | B | BT | BB | HS | Đ |
| -- | -- | --- | -- | - | - | - | -- | -- | -- | - |
| 1  | G  | G2  | 0  | 0 | 0 | 0 | 0  | 0  | 0  | 0 |
| 2  | H  | H2  | 0  | 0 | 0 | 0 | 0  | 0  | 0  | 0 |
| 3  | I  | I2  | 0  | 0 | 0 | 0 | 0  | 0  | 0  | 0 |

## Vòng loại trực tiếp
Ở vòng loại trực tiếp, 8 đội thi đấu theo thể thức loại trực tiếp. Các cặp đấu diễn ra theo thể thức 1 lượt. Hiệp phụ và loạt sút luân lưu sẽ được sử dụng nếu cần thiết (Điều lệ 9.3 và 10.1).

### Bán kết khu vực
Bán kết khu vực Tây Á diễn ra theo thể thức 1 lượt, với việc đội chủ nhà sẽ được xác định theo cơ chế bốc thăm dựa trên bảng đấu có đội nhì bảng lọt vào vòng loại trực tiếp. Nếu đội nhất bảng gặp đội nhì bảng, đội nhất bảng sẽ là chủ nhà. Nếu 2 đội nhất bảng gặp nhau, đội nhất bảng đấu có đội nhì bảng lọt vào vòng loại trực tiếp sẽ là đội chủ nhà.
| Đội 1       | Tỉ số | Đội 2   |
| ----------- | ----- | ------- |
| Al-Muharraq | 3-0   | Al-Ahed |
| Al-Kuwait   | 2-0   | Al-Salt |

| Đội 1 | Tỉ số     | Đội 2 |
| ----- | --------- | ----- |
|       | 10–11 th8 |       |
|       | 10–11 th8 |       |

### Chung kết khu vực
Chung kết khu vực Tây Á và Trung Á diễn ra theo thể thức 1 lượt, với việc đội chủ nhà được xác định bởi bốc thăm. Đội thắng chung kết khu vực Tây Á lọt vào trận chung kết, và đội thắng chung kết khu vực Trung Á lọt vào bán kết liên khu vực.
| Đội 1       | Tỉ số | Đội 2     |
| ----------- | ----- | --------- |
| Al-Muharraq | 2-0   | Al-Kuwait |

| Đội 1 | Tỉ số | Đội 2 |
| ----- | ----- | ----- |
| Nasaf | 3–2   | Ahal  |

| Đội 1 | Tỉ số  | Đội 2 |
| ----- | ------ | ----- |
|       | 25 th8 |       |

### Bán kết liên khu vực
Ở bán kết liên khu vực, các đội vô địch khu vực (ngoại trừ Tây Á), bao gồm đội nhất bảng D (Nam Á), đội nhất bảng J (Đông Á), và đội thắng chung kết khu vực Trung Á, được xếp vào 2 cặp đấu, với thứ tự thi đấu được xác định bởi bốc thăm, và không có đội hạt giống.
| Đội 1   | Tỉ số  | Đội 2           |
| ------- | ------ | --------------- |
| Nasaf   | 6–0    | ATK Mohun Bagan |
| Lee Man | Hủy bỏ | N/A             |

### Chung kết liên khu vực
Ở trận chung kết liên khu vực, 2 đội thắng bán kết liên khu vực đối đầu nhau, với thứ tự thi đấu được xác định ở lễ bốc thăm bán kết liên khu vực. Đội thắng chung kết liên khu vực lọt vào trận chung kết.
| Đội 1 | Tỉ số        | Đội 2   |
| ----- | ------------ | ------- |
| Nasaf | 3–2 (s.h.p.) | Lee Man |

### Chung kết
Trận chung kết diễn ra theo thể thức 1 lượt, giữa đội thắng chung kết khu vực Tây Á và chung kết liên khu vực. Đội chủ nhà được xác định trên cơ sở luân lưu, với đội chủ nhà là đội thắng trong trận chung kết Khu vực Tây Á, như trong trường hợp các năm lẻ (Quy định 9.1.2).
| Al-Muharraq                              | 3–0                 | Nasaf |
| ---------------------------------------- | ------------------- | ----- |
| - Al-Mardi 2' - Jameel 74' - Carioca 80' | Trực tiếp Diễn biến |       |

## Các cầu thủ ghi bàn hàng đầu
| Xếp hạng | Cầu thủ                | Câu lạc bộ      | MD1 | MD2 | MD3 | ZSF | ZF | ISF | IF | F | Total |
| -------- | ---------------------- | --------------- | --- | --- | --- | --- | -- | --- | -- | - | ----- |
| 1        | Khusayin Norchaev      | Nasaf           | 1   |     | 1   |     | 1  | 3   | 1  |   | 7     |
| 2        | Elman Tagaýew          | Ahal            | 2   | 1   |     |     | 2  |     |    |   | 5     |
| 3        | Ahmed Akaïchi          | Al-Kuwait       | 1   | 2   | 1   |     |    |     |    |   | 4     |
| 3        | Altymyrat Annadurdyýew | Altyn Asyr      | 2   | 2   |     |     |    |     |    |   | 4     |
| 3        | Gil                    | Lee Man         | 1   |     | 2   |     |    |     | 1  |   | 4     |
| 3        | Ronald Ngah            | Al-Salt         |     | 1   | 3   |     |    |     |    |   | 4     |
| 7        | Faisal Al-Harbi        | Al-Kuwait       | 2   |     |     | 1   |    |     |    |   | 3     |
| 7        | Hassan Maatouk         | Al-Ansar        | 1   | 1   | 1   |     |    |     |    |   | 3     |
| 7        | Khaled Salem           | Markaz Balata   |     | 3   |     |     |    |     |    |   | 3     |
| 10       | Ismail Abdullatif      | Al-Muharraq     | 1   |     | 1   |     |    |     |    |   | 2     |
| 10       | Husniddin Aliqulov     | Nasaf           | 1   | 1   |     |     |    |     |    |   | 2     |
| 10       | Mahmoud Al-Mardi       | Al-Muharraq     |     |     |     |     | 1  |     |    | 1 | 2     |
| 10       | José Ángel             | Lee Man         |     | 1   |     |     |    |     | 1  |   | 2     |
| 10       | Abay Bokoleev          | Dordoi          |     |     | 2   |     |    |     |    |   | 2     |
| 10       | Dilshod Bozorov        | Khujand         | 1   |     | 1   |     |    |     |    |   | 2     |
| 10       | Flávio Carioca         | Al-Muharraq     |     |     |     |     | 1  |     |    | 1 | 2     |
| 10       | Chen Jui-chieh         | Tainan City     | 2   |     |     |     |    |     |    |   | 2     |
| 10       | Roy Krishna            | ATK Mohun Bagan | 1   | 1   |     |     |    |     |    |   | 2     |
| 10       | Shokhmalik Komilov     | Nasaf           | 1   |     | 1   |     |    |     |    |   | 2     |
| 10       | Thaer Krouma           | Tishreen        |     |     | 2   |     |    |     |    |   | 2     |
| 10       | Lee Hong Lim           | Lee Man         |     |     | 2   |     |    |     |    |   | 2     |
| 10       | Mohammad Marmour       | Tishreen        | 1   |     | 1   |     |    |     |    |   | 2     |
| 10       | Bidyashagar Singh      | Bengaluru       |     |     | 2   |     |    |     |    |   | 2     |

Ghi chú: Bàn thắng ghi được ở vòng loại không được tính (Regulations Article 57.4).